# Umberto Bonsignori
Umberto Bonsignori (* 8. Februar 1921 in Venedig; † 4. Dezember 2008 in St. Petersburg, Florida) war ein italienischer Filmschaffender.

## Leben
Bonsignori trat in jungen Jahren als Schauspieler auf und arbeitete als Journalist und Dokumentarfilmer. 1961 inszenierte er mit Maeva einen Spielfilm in Tahiti, den er auch produzierte und schnitt. Später lehrte er als Professor am William Patterson College in New Jersey.

## Filmografie
- 1940: Addio, giovinezza! (Schauspieler)
- 1961: Maeva (Regisseur, Produzent, Filmeditor)